# Xavier Simons
Xavier Levi Simons (Hammersmith, Inglaterra, 20 de febrero de 2003) es un futbolista profesional inglés que juega como centrocampista en el Bolton Wanderers F. C. de la League One.

## Trayectoria
Simons fichó por el Chelsea F. C. en 2016 procedente de su rival local, el Brentford F. C. Debutó con el primer equipo el 22 de diciembre de 2021 en los cuartos de final de la Copa de la Liga, siendo titular en la victoria por 2-0 contra su antiguo club en el Brentford Community Stadium.
El 1 de septiembre de 2022 llegó al Hull City A. F. C. para jugar cedido durante toda la temporada. En marzo fue adquirido en propiedad y firmó por tres años, el primero de los cuales fue prestado al Fleetwood Town F. C. El segundo también lo terminó cedido, en esta ocasión con el Wycombe Wanderers F. C. Después de este préstamo, se marchó definitvamente al Bolton Wanderers F. C.